# Gerald Wallace
Gerald Jermaine Wallace (født 23. juli 1982 i Sylacauga, Alabama, USA) er en amerikansk basketballspiller, der spiller som forward i NBA-klubben Brooklyn Nets. Han kom til klubben i 2012 fra Portland Trail Blazers, som han spillede for fra 2011. Han har tidligere spillet for både Sacramento Kings og Charlotte Bobcats.